# Crenicichla inpa
Crenicichla inpa é uma espécie de peixe da família dos ciclídeos e da ordem dos perciformes. Os machos podem alcançar 16,8 cm de comprimento. Encontra-se na América do Sul, na bacia do rio Amazonas, no Brasil.